# إيمانتز بلايديلز
إيمانتز بلايديلز (16 أغسطس 1975 لاتفيا - ) هو لاعب كرة قدم لاتفي.

## روابط خارجية
- إيمانتز بلايديلز على موقع الاتحاد الدولي (مؤرشف)  (الإنجليزية)
- إيمانتز بلايديلز على موقع الاتحاد الأوربي (الإنجليزية)
- إيمانتز بلايديلز على موقع قاعدة بيانات كرة القدم.إي يو (الإنجليزية)
- إيمانتز بلايديلز على موقع ناشيونال فوتبول تيمز (الإنجليزية)
- إيمانتز بلايديلز على موقع Soccerbase.com (لاعب) (الإنجليزية)
- إيمانتز بلايديلز على موقع عالم كرة القدم.نت (الإنجليزية)